# Battaglia di Newtown
La battaglia di Newtown (29 agosto 1779), nota anche come battaglia di Chemung, fu l'unico importante scontro della spedizione Sullivan, un'offensiva armata guidata dal generale John Sullivan ordinata dal Congresso continentale per porre fine alla minaccia degli Irochesi che si erano alleati con i britannici nel corso della guerra d'indipendenza americana. John Butler e Joseph Brant non avrebbero voluto difendersi a Newtown, proponendo di attaccare il nemico in marcia, ma la loro opinione non fu accolta da Sayenqueraghta e da altri capi indiani.
Questa battaglia, la più importante della campagna di Sullivan del 1779 e snodo cruciale della guerra di indipendenza, si svolse alle pendici di una collina lungo il fiume Chemung poco fuori dall'odierna Elmira (New York).

## Terreno
Lo scontro avvenne su un'alta collina, oggi chiamata Sullivan Hill e facente parte del Newtown Battlefield State Park. Il suo versante, che scende da sudest a nordovest fino al fiume Chemung, era lungo 1,6 km sulla cresta che si trovava 200 metri sopra la strada che portava a Newtown. La parete della collina era coperta di pini e di fitti arbusti di quercia. Hoffman Hollow, un'area paludosa con piccole collinette e grossi alberi, si trovava poco ad est. Un piccolo corso d'acqua, chiamato Baldwin Creek, sfociava nel Chemung (chiamato ramo Cayuga nei resoconti di Sullivan). Il torrente seguiva la collina a nordovest sul lato opposto al fiume ed aveva una ripida riva occidentale.
Britannici ed indiani si erano disposti per tempo nel terreno a forma di ferro di cavallo circa 50 metri dall'estremità sudorientale della collina, a portata di moschetto dalla strada. La collina era usata dagli inglesi sia come punto di osservazione che come barriera per l'arrivo dei Continentali nei villaggi Cayuga di Nanticoke e Kanawaholla, situati nell'odierna Elmira.

## Battaglia
Il 26 agosto 1779 Sullivan partì da Fort Sullivan, dove si erano riunite due colonne del suo esercito, con circa 5000 uomini ben armati e riforniti. Risalirono in marcia lentamente il ramo Cayuga dei Susquehanna per distruggere le città ed i raccolti delle Sei Nazioni nello Stato di New York occidentale. Domenica 29 agosto, soli 16 km a monte rispetto a Fort Sullivan, l'avanguardia, tre compagnie di fucilieri che avevano fatto parte del Provisional Rifle Corps del colonnello Daniel Morgan, raggiunsero la zona a metà mattinata. Temendo un'imboscata si fermarono ed effettuarono una ricognizione. Tra le 11:00 e le 11:30 scoprirono i ripari nascosti ed avvisarono il generale di brigata Edward Hand. Questi mandò la fanteria leggera a prendere posizione dietro la riva del Baldwin Creek per sparare contro i ripari, spingendo i difensori a fare senza successo numerosi tentativi di attirare i Continentali in un'imboscata. Visto che l'esercito continuava ad arrivare, Sullivan convocò un consiglio di guerra con i suoi comandanti di brigata, iniziato alle 15:00. Insieme progettarono un piano d'attacco.
Il 1º reggimento del New Jersey, comandato dal colonnello Matthias Ogden, fu distaccato dalla brigata del generale William Maxwell e mandato ad ovest lungo il Chemung per aggirare i lealisti-indiani. Allo stesso modo la brigata di New York del generale James Clinton e quella del New Hampshire del generale Enoch Poor furono mandate verso est, lungo un circuito che attraversava Hoffman Hollow, per avvicinarsi alla collina da est. Nel frattempo le intere forze di Sullivan di Pennsylvania e New Jersey rimasero pronte in riserva, rafforzate da un reggimento temporaneo composto dalle compagnie di fanteria leggera della spedizione. Dopo un'ora i dieci cannoni dell'artiglieria erano posti vicino alla strada ed aprirono il fuoco contro i ripari nascosti e le aree dietro. Gli spari segnalarono al generale Hand di fintare un attacco al centro del ferro di cavallo, mentre le brigate ad est sarebbero avanzate attaccando la cima della collina prima di dirigersi alla sinistra e dietro ai ripari. Quando gli spari di Poor e Clinton fossero stati sentiti da Hand, la sua brigata avrebbe attaccato le postazioni nemiche, sostenuta da Maxwell, mettendo il nemico in mezzo ad un fuoco incrociato.
Il piano era complesso, concepito in poco tempo ma sarebbe stato eseguito con vigore. Il risultato fu una dura sconfitta per lealisti britannici ed alleati Irochesi. L'attraversamento della palude (che Sullivan definì "pantano") di Hoffman Hollow rallentò l'avanzata di Poor e Clinton, rovinando il tempismo del piano e ritardando abbastanza l'esecuzione da permettere ai lealisti-indiani di evitare l'accerchiamento.
Quasi tutti i caduti dei Continentali si ebbero nell'attacco del [2º reggimento del New Hampshire del tenente colonnello George Reid. Assegnato all'estrema sinistra di Poor, risalì dove la collina era più ripida e si staccò dal resto della brigata. Joseph Brant guidò un contrattacco indiano e quasi accerchiò Reid. Il successivo reggimento in linea, il 3° New Hampshire del ventottenne tenente colonnello Henry Dearborn sparò due raffiche ed attaccò scendendo dalla collina. Clinton, le cui brigate stavano risalendo la collina poco a destra di Poor, mandò il 3º e 5º reggimento di New York in aiuto, ed il contrattacco fu respinto.
Dopo aver distrutto altre tre città e tutto il cibo trovato nelle vicinanza, l'esercito di Sullivan marciò verso nord per tre settimane trovando poca resistenza e completando con successo la campagna.
Lo storico Allan Wesley Eckert scrisse:
(Eckert)

## Retaggio
Il Newtown Battlefield National Historic Landmark contiene circa 8,5 km² nelle città di Ashland, Chemung e Elmira. Nel 1973 fu creato dal governo il Newtown Battlefield National Historic Landmark, come riconoscimento per la sua importanza storica.
Nel tentativo di inserire il Newtown Battlefield nel National Park System, la risoluzione del Congresso H.R. 6866 chiese al Segretario degli Interni Dirk Kempthorne di effettuare uno studio per valutare l'importanza del Newtown Battlefield e la possibile inclusione nel National Parks System.
Il campo di battaglia si trova all'uscita di Wellsburg della Interstate 86 e della New York State Route 17. Molti cartelli indicano il posizionamento delle varie unità delle truppe. Un monumento sorge ora vicino alla posizione conquistata da Clinton e Poor. Questa zona è oggi il Newtown Battlefield State Park.